# XpressivE
XpressivE – polski zespół rockowy prezentujący mieszankę różnych gatunków muzycznych od art rocka po jazz.

## Historia
Zespół powstał w 1995 roku w Katowicach pod nazwą ImpressivE. Jego założycielami byli Piotr Nowak (wokal, instrumenty klawiszowe), Jakub Makowiecki (gitary), Karol Nowak (perkusja) oraz Wojciech Nowak (gitara basowa). Początkowo twórczość to głównie instrumentalna muzyka artrockowa. W latach 1998–2001 zespół nagrał 3 płyty z cyklu live, które zawierają już przede wszystkim utwory wokalno-instrumentalne. W roku 2002 zespół zmienił nazwę na XpressivE. W tym czasie zespół nadawał swojej muzyce bardziej futurystyczne i nowoczesne brzmienie, co zaowocowało w 2005 roku wydaniem pierwszej studyjnej płyty: Encounter. W 2006 roku zespół nagrywał singla „Żart” Na płycie w roli wokalisty wystąpił Damian Szczyguła, natomiast basistę Wojciecha Nowak zastąpił Robert Skorupka. W roku 2008 formacja zawieszała działalność do roku 2012, kiedy to nastąpiła jej reaktywacja w składzie Piotr Nowak (instrumenty klawiszowe), Karol Nowak (perkusja), Adam Wosz (gitary), Andrzej Kwiatkowski (wokal) oraz Władysław Kołodziejczyk (gitara basowa). Grupa rozpoczynała pracę nad nowym materiałem, efektem czego w październiku 2013 roku pojawiła się zapowiedź nowej płyty w postaci MiniEP „PreLudium”. Na płycie znalazły się utwory: „Ostatnia z Kart”, „No Forgiveness” oraz „Animal”.

## Muzycy
Obecny skład zespołu
- Piotr Nowak – instrumenty klawiszowe (od 1995)
- Karol Nowak – perkusja (od 1995)
- Andrzej Kwiatkowski – wokal (od 2012)
- Władysław Kołodziejczyk – gitara basowa (od 2012)

Byli członkowie zespołu
- Jakub Makowiecki – gitary (1995-2008)
- Adam Wosz – gitary (od 2012-2020)
- Wojciech Nowak – bas (1995-2005)
- Damian Szczyguła – wokal (2006-2008)
- Robert Skorupka – bas (2006-2008)[2]

## Dyskografia[4][2]

### Albumy
- 1998 – Live I
- 2000 – Live II
- 2001 – Live III
- 2005 – Encounter
- 2014 – The Head[5]

### Singel, EP, MiniEP
- 2006 – „Żart”
- 2013 – „PreLudium”